# Exportní ústav československý
Exportní ústav československý byla organizace zřízená společně Ministerstvem zahraničních věcí, Ministerstvem průmyslu a obchodu a Hospodářskou komorou v roce 1934 s cílem podporovat československý obchod. Jako takový byl do značné míry předchůdcem organizace CzechTrade, založené v roce 1997.
Ústav udržoval řadu poboček s vyslanými pracovníky po celém světě, od USA po státy Asie, kteří přímo zprostředkovávali export pro československé firmy.

## Historie
Exportní ústav československý byl zřízen vládním nařízením ze dne 4. července 1934, č. 179 Sb..
Jeho činnost se značně zkomplikovala již po okupaci českého pohraničí v roce 1938 a tedy po odtržení od průmyslových podniků, které tvořily značný objem jeho činnosti.
Formálně byl ústav reorganizován po okupaci vládním nařízením ze dne 20. června 1940 a poté v roce 1941, kdy de fakto přestal fungovat, [zdroj⁠?!].
Ústav byl podruhé zrušen po válce v roce 1946, kdy jeho likvidaci provedlo ministerstvo zahraničního obchodu..
Archiv ústavu je uložen v Národním archivu ČR.